# Lovers' Voices
『Lovers' Voices』（ラバーズ ボイシーズ）は、BREATHEの1枚目のカバーアルバム。2013年3月13日にrhythm zoneから発売。

## 概要
初のカバーアルバムで、BREATHEデビューシングル「合鍵/White Lies」から1年3ヶ月の初のアルバムでもある。「DVD付き」「CDのみ」の2形態で発売。
本作はサウンドプロデューサーの松尾潔がこれまで手掛けた楽曲の中から選りすぐった楽曲を、松尾自身のプロデュースでBREATHEがカバーする（他にデビューシングル「合鍵」も収録）。ゲストアーティストとして今市隆二、登坂広臣、BENI、鷲尾伶菜、武藤千春、鈴木雅之が参加する。またDVDには初収録となるライブ映像を7曲収録している。

## 収録曲
CD
1. Breathe Please 001
2. Lovers Again
EXILEのカバー曲。
3. KISS OF LIFE
平井堅のカバー曲。
4. Best Friend's Girl
三代目J Soul Brothersのカバー曲。
5. You Go Your Way
CHEMISTRYのカバー曲。ゲストに今市隆二（三代目J Soul Brothers）、登坂広臣（三代目J Soul Brothers）
6. 合鍵
1stシングル。（1曲目を除いて）唯一のオリジナル楽曲で、アルバム初収録。
7. Ti Amo
EXILEのカバー曲。ゲストにタイトルコールでBENI、バイオリンで川井郁子
8. ふたつの唇
EXILEのカバー曲。
9. Point of No Return
CHEMISTRYのカバー曲。
10. Winds
久保田利伸のカバー曲。
11. この夜を止めてよ
JUJUのカバー曲。
12. LOVE OR LUST
平井堅のカバー曲。ゲストに鷲尾伶菜（Flower）、武藤千春（Flower）
13. Still
Flowerのカバー曲。
14. 53F
鈴木雅之のカバー曲。ゲストに鈴木雅之
15. Only Human
Kのカバー曲。
16. PIECES OF A DREAM
CHEMISTRYのカバー曲。

DVD
1. Point of No Return　EXILE Presents VOCAL BATTLE AUDITION 2 〜夢を持った若者達へ〜　2010.9.15@赤坂BLITZ
2. Love Love Love　VBA LIVE TOUR 2012 VOCAL BATTLE STAGE　2012.3.7@SHIBUYA-AX
3. Call My Name　VBA LIVE TOUR 2012 VOCAL BATTLE STAGE　2012.3.7@SHIBUYA-AX
4. 君が好きで　VBA LIVE TOUR 2012 VOCAL BATTLE STAGE　2012.3.7@SHIBUYA-AX
5. Best Friend's Girl　VBA LIVE TOUR 2012 VOCAL BATTLE STAGE　2012.3.7@SHIBUYA-AX
6. 合鍵　DEEP LIVE TOUR 2012 “YOUR STORY”　2012.4.29@NHKホール
7. この夜を止めてよ　VOICE 〜Cover Live〜　2013.1.22@赤坂BLITZ